# Вильд, Ганс
Ганс Вильд, также известен как Иоганн Вальд (нем. Hans Wild, нем. Johann Wild) (р. ок. 1585 года — ум. после 1619 года) — немецкий ландскнехт из Нюрнберга. Во время своего плена в Турции был одним из первых европейцев-христиан, посетивших исламские святилища в Мекке. Благодаря его записям Западная Европа получил подробные сведения об исламском мире.

## Биография
В ходе Тринадцатилетней войны был взят в плен венграми 27 или 28 декабря 1604 года во время битвы за Сентендре и продан ими в рабство союзным туркам.
Первые несколько лет жил рабом в Стамбуле. Выучив турецкий язык и приняв мусульманские обычаи, был принят на работу на административную должность.
В 1606 году его продали в пятый раз и увезли в Каир, где он выучил арабский язык. Там Ганса Вильда купил персидский купец, которого тот сопровождал в деловых поездках, в том числе в караванных путешествиях в Мекку, Медину, Джидду, Йемен, Синай, Иерусалим и Дамаск.
Поскольку христианам и евреям под страхом смерти было запрещено посещать святые для мусульман места, можно предположить, что Ганс Вильд принял ислам. По его собственным словам, принимал участие в ритуальных мероприятиях у могилы пророка Мухаммеда в Медине. Тем не менее в ходе будущего посещения Иерусалима получил от патриарха подтверждение своего посещения гроба Христа. Когда его владелец нашёл этот документ, то в гневе продал Вильда. Теперь немец служил турку в Каире, который дал ему свободу в 1609 году. После того, как первая попытка вернуться на родину провалилась и его корабль потерпел крушение, Ганс вернулся в Каир через Кипр и Анталию. В 1611 году Вильд вернулся в свой родной город Нюрнберг, где описал своё путешествие.
Записи Ганса Вильда были одним из первых на Западе свидетельств об исламских обычаях, землях, людях и местах XVII века. Описание исламских святынь опровергло некоторые ранее широко распространённые слухи, например, о летающем гробе пророка Мухаммеда.

## Работы
- Neue Reysbeschreibung eines Gefangenen Christen/ Wie derselbe neben anderer Gefährligkeit zum sibenden mal verkaufft worden/ welche sich Anno 1604. angefangen/ und 1611. ihr end genommen/ Darinnen außführlich zu finden/ die Stätt/ Länder und Königreich/ sampt deroselben Völcker/ Sitten und Gebräuch/ so vil er in werender Reys gesehen und erfahren. Insonderheit von der Türcken und Araber Järlichen Walfahrt von Alcairo nach Mecha/ […]. Item von der Statt Jerusalem/ deß H. Grabs/ deß Tempels Salomonis/ […]. Deßgleichen von der Statt Constantinopel: deß Türckischen Käysers Hofhaltung: […]. In IIII. unterschiedlichen Büchern begriffen. Auffs fleisigst eigner Person Beschrieben und außgestanden Durch Johann Wilden/ Burgern inn Nürnberg. Mit einer Vorrede Herrn Salomon Schweiggers/ Predigers zu vnser Frauen daselbsten. Balthasar Scherf, Nürnberg 1613 (Digitalisat, Digitalisat)
- Neue Reysbeschreibung eines Gefangenen Christen/ Wie derselbe neben anderer Gefährligkeit zum sibendem mal verkaufft worden/ welche sich Anno 1604. angefangen/ und 1611. ihr end genommen/ Darinnen außführlich zu finden/ die Stätt/ Länder und Königreiche/ sampt deroselben Völcker/ Sitten und Gebräuch/ so viel er in werender Reys gesehen und erfahren. […] In IIII. unterschiedlichen Büchern begriffen. Auffs fleisigst eigner Person beschrieben und außgestanden Durch Johann Wilden/ Burgern inn Nürnberg. Mit einer Vorrede Herrn Salomon Schweiggers S. Predigers zu vnser Frauen daselbsten. Ludwig Lochner, Nürnberg 1623 (Digitalisat, Digitalisat)
- Reysbeschreibung eines Gefangenen Christen Anno 1604. Herausgegeben von Dr. Georg A. Narciß. Bearbeitet nach dem durch Ludwig Lochner 1613 zu Nürnberg verlegten Erstdruck von Prof. Karl Teply. Steingrüben, Stuttgart 1964